# Kubai amazon
A kubai amazon (Amazona leucocephala) a madarak osztályának papagájalakúak (Psittaciformes)  rendjébe és a papagájfélék (Psittacidae) családjába és az araformák (Arinae) alcsaládjába tartozó faj.
A Gran Cayman szigeten honos alfajt (Amazona leucocephala caymanensis) a Kajmán-szigetek hivatalos madarának választotta.

## Előfordulása
Kuba, a Bahama-szigetek és a Kajmán-szigetek területén honos. Általában a mangroveerdőket kedveli.

## Alfajai
- Amazona leucocephala leucocephala – Kuba és az Ifjúság-sziget, ez a törzsalak
- Amazona leucocephala bahamensis – két populációja van a Bahama-szigeteken, az egyik Abaco, a másik Nagy Inagua szigetén; kicsit nagyobb mint az alapfaj, fején a fehér folt lényegesen nagyobb, hasfoltja kisebb vagy hiányozhat.
- Amazona leucocephala caymanensis – Nagy-Kajmán sziget a Kajmán-szigetek közül; valamivel nagyobb, mint az alapfaj, alapszíne sárgásabb, feje tetején a fehér, hasán a vörös folt kisebb.
- Amazona leucocephala hesterna – Cayman Brac a Kajmán-szigetek közül; valamivel kisebb, mint az alapfaj, hasfoltja nagyobb és sötétebb, torokfoltja sötétebb.

## Megjelenése
Magassága 32 centiméter. Testének nagy része zöld, a homloka szeme aljáig fehér. A szem alatti rész és az álla, valamint a torka élénkpiros. Fülfedői fakófeketék. Hasa alsó része borvörös. Szárnyán a karevezők halványkékek, az alsó szárnyfedőtollak halványzöldek. Csőre 2,5 centiméter hosszú, szaruszínű. Lába hússzínű.
|  |

## Életmódja
Párban vagy kisebb (6-30 fős) csapatokban él. Nem félénk természetű. Főleg repülés közben hallatja éles kiáltásait. Magokkal, gyümölcsökkel és virágokkal táplálkozik.

## Szaporodása
Március és augusztus közé esik a fészkelési ideje, fészkét fák odvába készíti. A fészekodú mindig magasan van. Fészekalja 2-5 tojásból áll, melyen 28 napig kotlik. A fiókák kirepülési ideje 8-10 hét.